# Raffaele Guaita
Raffaele Guaita (Vigevano, 26 febbraio 1922 – Abbiategrasso, 1º maggio 1996) è stato un calciatore italiano.

## Carriera
La carriera di Guaita, prima mediano poi terzino di grande valore del primo dopoguerra, si snoda in due tappe importanti della sua carriera: l'arrivo all'Inter ed il successivo alla SPAL. Andando con ordine si devono ricordare gli inizi calcistici nella squadra della sua città natale: il Vigevano dove esordisce in Serie C nei primissimi anni quaranta.
Dopo la pausa bellica Guaita, che si era messo in luce come uno dei giovani terzini emergenti, passa all'Inter nel 1945 ed avrà, nei 4 campionati in neroazzurro, allenatori come Carlo Carcano, Giulio Cappelli e Giuseppe Meazza. L'esordio in Serie A avviene il 14 ottobre 1945 contro l'Andrea Doria e Guaita giocherà in tutto a Milano 60 gare, facendo parte di quell'Inter che si stava preparando a diventare l'irresistibile squadra che nel 1953 vincerà 2 scudetti di fila.
Ed è proprio per favorire il rinnovamento della squadra che, nel 1950, Guaita viene ceduto. Paolo Mazza, presidente della SPAL, sta cercando di allestire una formazione di forte caratura, in grado di salire di categoria; accanto a giovani di valore come Nesti, Fontanesi e un forte straniero come il danese Bennike, aggiunge una coppia di terzini di rango come appunto Guaita e il romagnolo Carlini. La coppia Guaita-Carlini si impone subito e la SPAL viene promossa in Serie A, consentendo a Guaita di tornare nella massima Serie e giocare il campionato 1951-52 nell'olimpo del calcio italiano ritrovando anche il suo vecchio compagno dell'Inter Quaresima.
Terminato quel campionato a Guaita si interessa il Genoa, retrocesso in Serie B. Ancora un campionato tra i cadetti, che i liguri si aggiudicano ma senza mai schierare in campo Guaita, poi il ritorno in Serie C a Vigevano prima di chiudere definitivamente con il calcio.
Guaita ha giocato complessivamente 81 partite in Serie A, una sessantina in Serie B e oltre ad un centinaio in Serie C senza mai segnare una rete.

## Palmarès

### Club

#### Competizioni nazionali
- Serie B: 2

SPAL: 1950-1951
Genoa: 1952-1953